# Parteiflügel
Als Parteiflügel werden jene Teile einer politischen Partei bezeichnet, die innerhalb der Organisation eine bestimmte politische Richtung vertreten.

## Überblick
Die Metapher Flügel verweist auf einen Dualismus. Beispiele für solch einen Dualismus sind:  Ein Rechter Flügel und ein Linker Flügel stehen sich gegenüber, Realos gegen Fundis, Revisionismus gegen Orthodoxer Marxismus. Die Metapher wird auch verwendet, wenn mehr als zwei Strömungen in einer Partei bestehen. Parteiflügel tragen durch – vor allem innerparteiliche – Diskussionen zur Lebendigkeit und Weiterentwicklung des Politischen Spektrums bei. Sie können aber auch die Spaltung ihrer Partei verursachen oder auslösen. Die Einbindung der verschiedenen Parteiflügel gerade in großen Parteien soll hauptsächlich von den Fraktionsspitzen (Fraktionsvorsitzender der Partei und seiner Stellvertreter), von der Parteispitze und anderen Parteigremien (Bundesvorstand, Präsidium, Parteitage) geleistet werden.

## Abgrenzung
Synonym wird der Begriff Strömung verwendet. Vielfach bestehen in Parteien Netzwerke, die weniger durch inhaltlich Übereinstimmung als durch regionale Herkunft, gleiche Sozial- oder Altersstruktur oder persönliche Freundschaften bestimmt sind wie der Andenpakt oder der Kronberger Kreis. Daneben gab oder gibt es Kreise von Abgeordneten über Parteigrenzen hinweg, wie etwa die Pizza-Connection, die Spanien-Connection oder die Europa-Union Parlamentariergruppe Deutscher Bundestag.

## Beispiele

### Deutschland
- In der SPD werden die verschiedenen Strömungen auch durch die Zusammenschlüsse von Abgeordneten innerhalb der SPD-Bundestagsfraktion bezeichnet: den konservativen Seeheimer Kreis, die Parlamentarische Linke und das den Reformern in der SPD zuzuordnende Netzwerk Berlin. Die auch einfachen Mitgliedern offenstehende Entsprechung der Parlamentarischen Linken ist das Forum Demokratische Linke 21 (DL21), deren Vorläufer war der Frankfurter Kreis
- CDU/CSU: Christlich-Demokratische Arbeitnehmerschaft (christlich-sozial ausgerichteter Arbeitnehmerflüger), Leichlinger Kreis (liberale CDU-Politiker), Einstein-Connection, Xantener Kreis, Berliner Kreis in der Union (konservative Unionspolitiker), PKM (Parlamentskreis Mittelstand).[2] 2015 entstand der Konservative Aufbruch in der CSU,[3]
- Bei den Grünen polarisierten in den 1980er Jahren die Strömungsauseinandersetzungen zwischen Radikalökologen, Ökosozialisten, Realos und Ökolibertären um die Frage der Regierungsbeteiligung. Gegner von Regierungsbeteiligungen wurden dabei als Fundis bezeichnet. Anfang der 1990er entstanden Mittelströmungen wie das Linke Forum (→ Geschichte von Bündnis 90/Die Grünen). Die linken Strömungen verließen die Partei. Aktuell existieren die Strömungen Unabhängige Grüne Linke und Reformer, welche die heutigen Flügel darstellen.
- In der FDP gibt es unter anderem den Schaumburger Kreis, den Liberaler Aufbruch (gegründet September 2010) und dem  Dahrendorf-Kreis (gegründet April 2011, gilt als linksliberal), zusätzlich gibt es die Gruppe Christen in der FDP-Bundestagsfraktion, diese wurde 2009 von 21 Abgeordneten[4][5] gegründet (siehe auch FDP – Organisierte Strömungen).
- In der Linken gibt es eine Vielzahl von Strömungen und Flügeln, die Antikapitalistische Linke, die Kommunistische Plattform, die Sozialistische Linke, das Netzwerk Reformlinke, das Forum Demokratischer Sozialismus sowie die Emanzipatorische Linke[6].
- Die Alternative für Deutschland hatte den sogenannten Weckruf 2015-Flügel, der sich für den Erhalt der wirtschaftsliberalen Linie der Partei einsetzte und nun die Partei "Allianz für Fortschritt und Aufbruch" (→ Liberal-Konservative Reformer) gründete. Neben diesen gibt es noch die Alternative Mitte. Bis vor einigen Jahren existierten außerdem die Patriotische Plattform und Der Flügel.

Strömungen in einer Partei können sich auch in anderen parteiinternen Institutionen zusammenfinden, wie etwa in der CDU die CDA (Christlich-Demokratische Arbeitnehmerschaft). Sie wird auch Arbeitnehmerflügel genannt; ihre Positionen kollidieren oft mit denen der beiden anderen CDU-Parteiflügel (Liberale und Konservative), die ihre Positionen oft in der CDU-Mittelstandsunion (siehe Mittelstands- und Wirtschaftsunion) artikulieren.

### Österreich
- In der FPÖ gab es die sogenannte Haiders Buberlpartie, die sich im Machtkampf gegen den liberalen Atterseekreis durchsetzte. Auch die Knittelfelder waren in diesen Machtkampf verwickelt

### Abspaltungen
- Die Grünen (Deutschland) – 1991 spaltete sich die ÖkoLi von den Grünen ab.
- Democrazia Cristiana (Italien) – um 1995 zerfallen in drei Kleinparteien, von denen nun zwei einem Mitte-links-Parteienbündnis angehören, eine hingegen der Mitte-rechts-Koalition
- FPÖ (Österreich) – 1993 spaltete sich das Liberale Forum von der FPÖ ab.
- FPÖ (Österreich) – Spaltung 2005 in die eher nationalistische FPÖ alten Namens und das BZÖ (eher populistisch)
- FPÖ (Österreich) – 2015 spaltete sich die FPS von der FPÖ ab.
- BZÖ (Österreich) – 2009 spaltete sich die FPK von dem BZÖ ab.
- WASG (Deutschland) – Abspaltung von der SPD 2004/05
- SVP (Schweiz) – 2008 Abspaltung der BDP nach den Bundesratswahlen 2007
- 1956 verließ die sogenannte Euler-Gruppe (darunter Hermann Schäfer) die FDP-Fraktion; sie gründete später die FVP (Freie Volkspartei)
- AfD (Deutschland) – Die Allianz für Fortschritt und Aufbruch wurde am 19. Juli 2015 in Kassel als Abspaltung der Alternative für Deutschland (AfD) gegründet. Organisatorischer Vorläufer war der Verein Weckruf 2015.
- AfD (Deutschland) – 2017 spaltete sich die Blauen von der AfD ab.
- Die Linke (Deutschland) – 2024 spaltete sich das Bündnis Sahra Wagenknecht von der Linken ab.

## Kritik
- „Wenn es keinen Streit gibt, heißt es, in der Partei herrsche autoritäre Grabesruhe. Wenn diskutiert wird, heißt es, die sind uneins, die können nicht führen“.[8]
- Gerade vor Wahlen wird in Parteien oft „Geschlossenheit“ gefordert oder praktiziert (siehe auch Fraktionszwang, Innerparteiliche Demokratie).
- Auf die Frage was denn heute links sei antwortete Heinrich Böll: „Die offizielle Linke hat ihren rechten Flügel, die Rechte ihren linken Flügel. Ich höre die Flügel rauschen und weiß doch: Kein Vogel erhebt sich in die Lüfte.“[9]